# Сёдерчёпинг
Сёдерчёпинг — город в лене Эстергётланд Швеции, центр одноимённой коммуны.
В Сёдерчёпинге заканчивается 190-километровый Гёта-канал, открытый в 1832 году с целью связать Гётеборг с Балтийским морем по внутренним водным путям Швеции.

## Города побратимы
- Талси, Латвия

## Галерея

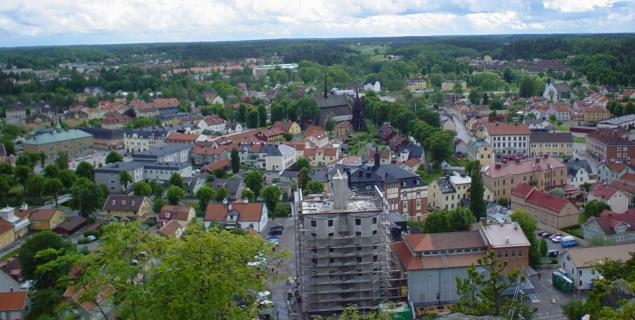
Панорама города в 2004 году
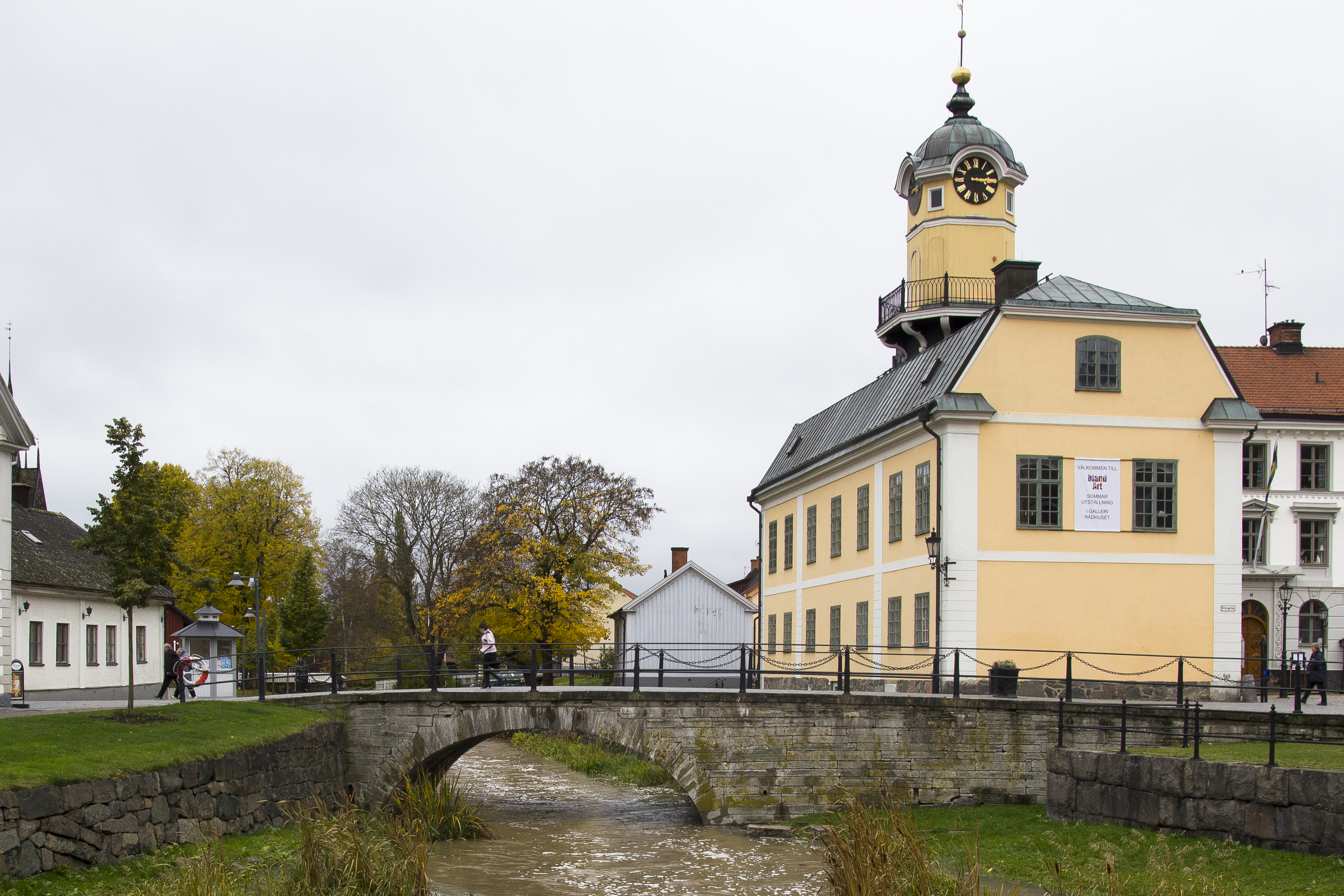
Ратуша
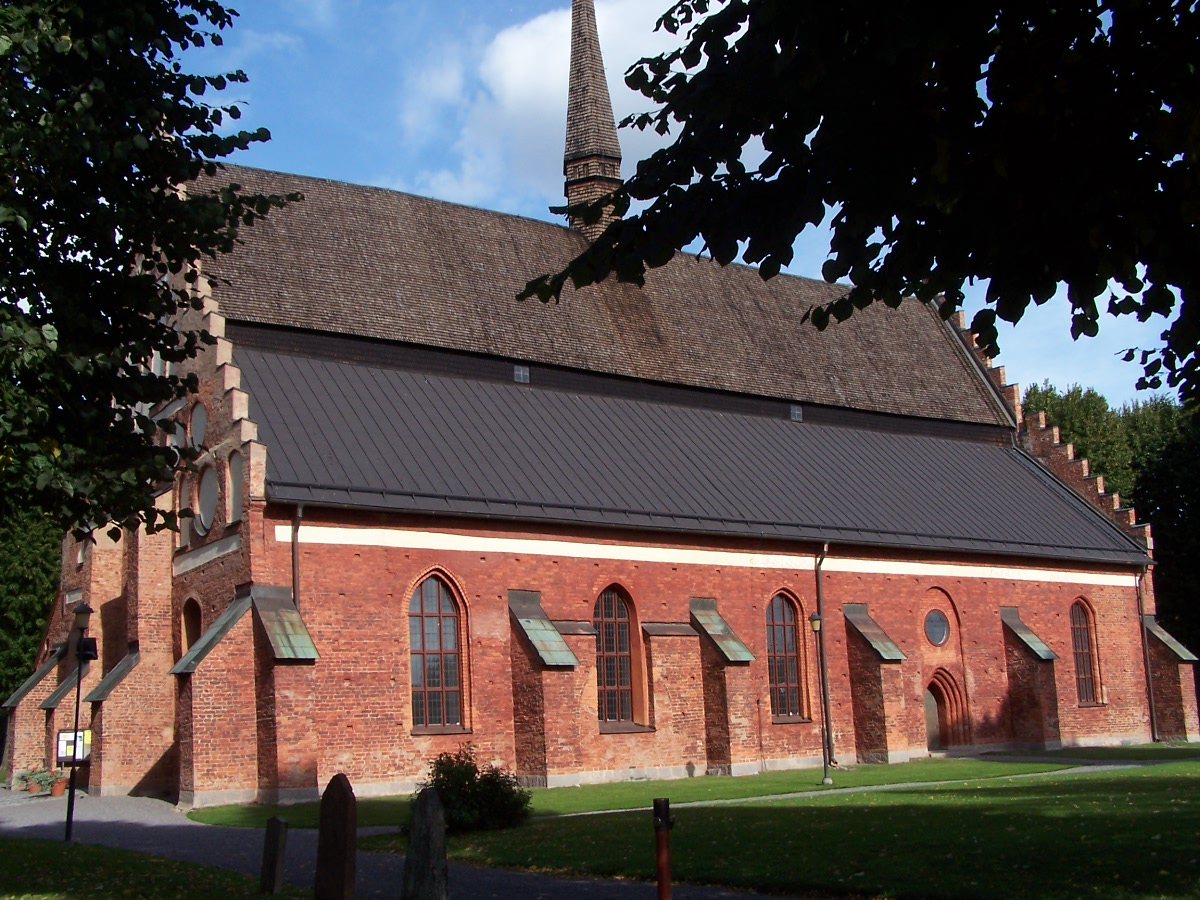
Церковь святого Лаврентия
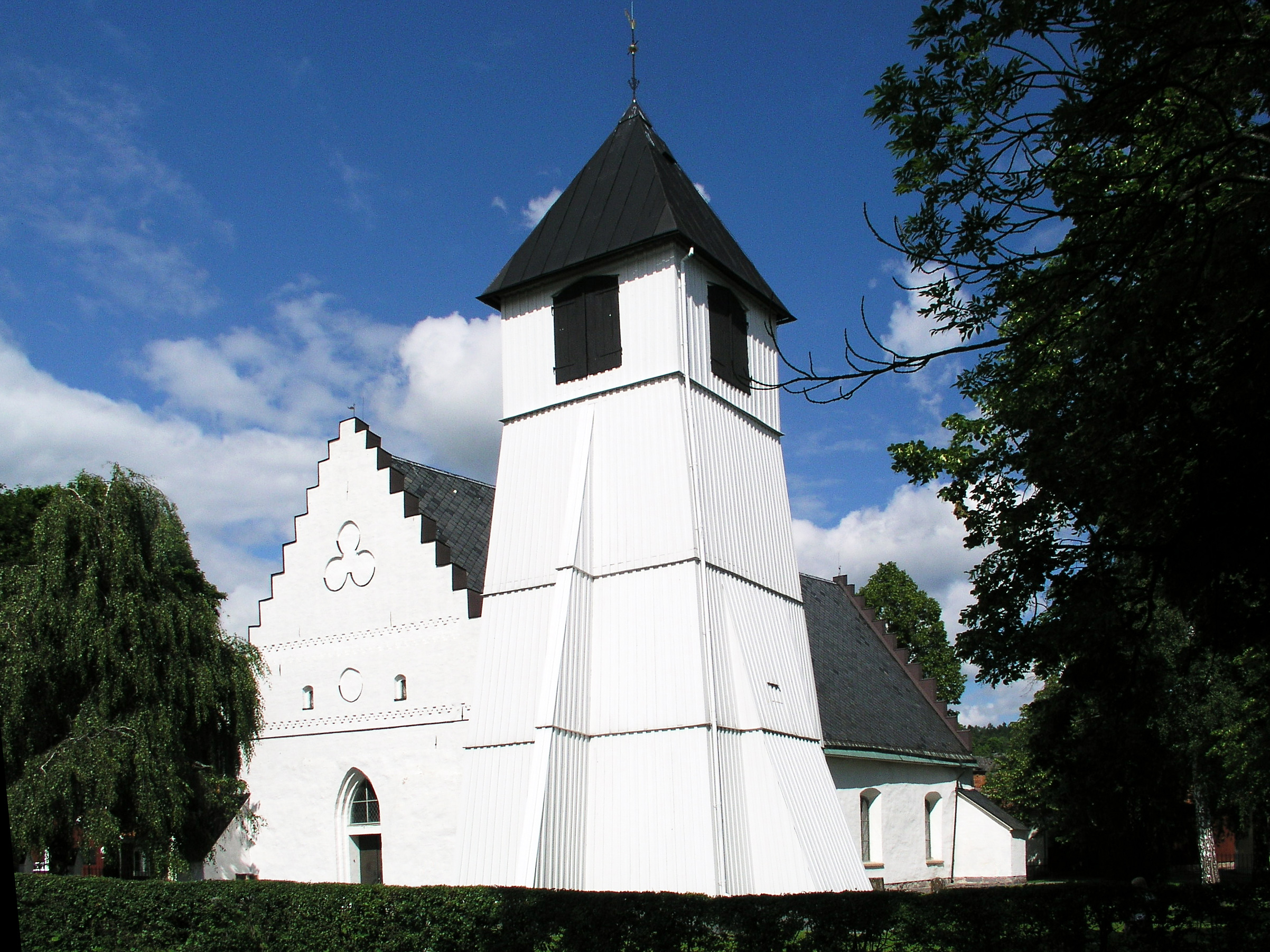
Церковь Дротхема
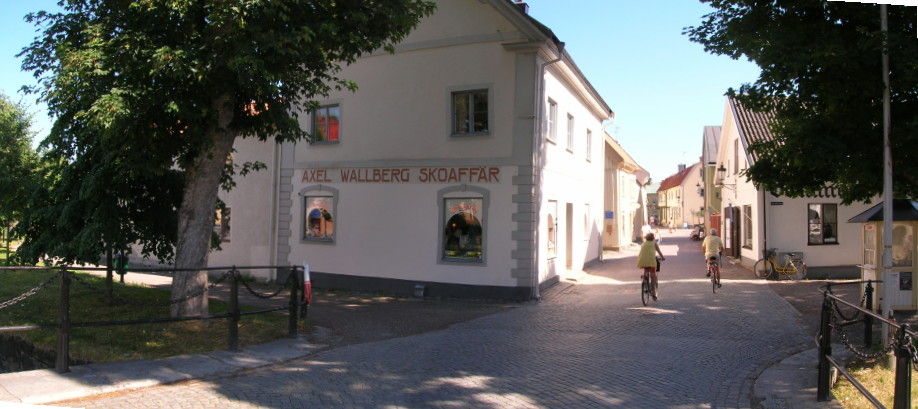
Здания XVIII - XIX веков на улице Стургатан